# Джафаров, Мирджавад Миргафар оглы
Джафаров Мирджавад Миргафар оглы (род. 20 июня 1965, Сальянский район) — азербайджанский музыкант, исполнитель на уде, народный артист Азербайджана (2018), руководитель ансамбля народного танца «Дженги».

## Биография
Мирджавад Миргафар оглы Джафаров родился 20 июня 1965 года в Сальянском районе. В 1974 году поступил в музыкальную школу Сальянского района, окончив которую в 1979 году. В 1982 году поступил на факультет культурологии Азербайджанского Государственного Института Искусств, где начал обучение по специальности руководитель художественного коллектива. В период с 1983 по 1985 год служил в советской армии. После окончания военной службы продолжил обучение и в 1988 году успешно закончил институт.
Он внес значительный вклад в популяризацию азербайджанского мугама и национального джаза. За свои заслуги в развитии музыкальной культуры Азербайджана был удостоен звания Заслуженного артиста в 2007 году и в 2018 году стал Народным артистом Азербайджана.
Он является членом жюри и участником многих музыкальных конкурсов и фестивалей в Азербайджане и за рубежом.

### Джаз
Первое знакомство с джазом у Мирджавада Джафарова началось под руководством Вагифа Герайзаде. Начиная с 1990 года, он начал сотрудничать с пианистом Ровшеном Рзаевым, который работал с такими артистами, как Рашид Бейбудов и Муслим Магомаев. С 1999 года он сотрудничает с Салманом Гамбаровым и выступал на многих международных концертах и фестивалях в Париже, Оснабрюке (Германия), Монтрё (Швейцария) и Лондоне (Великобритания).
Затем, в результате сотрудничества с Джамилем Амировым, он выступал на таких сценах, как Монтрё (Швейцария), Баку (Азербайджан), Америка и Германия. 13 сентября 2005 года при поддержке Фонда Гейдара Алиева он выступил в Париже в честь 100-летия академика Юсифа Мамедалиева.
С Эльчином Шириновым он выступал в Баку (Азербайджан) на Baku Jazz Festival, а также в концертных программах в Германии.

### Ансамбль «Дженги»
В 2002 году Мирджавад Джафаров был назначен руководителем ансамбля «Дженги» под руководством Гасанаги Гурбанова. С первых лет своей деятельности ансамбль «Дженги» успешно выступал на концертах в США, Франции, Сербии, Венгрии, Турции, Румынии, России, Украине и Объединенных Арабских Эмиратах. После теракта в 1994 году, в результате которого погиб его создатель Рафик Бабаев, Мирджавад Джафаров с трудом собрал коллектив и создал ансамбль народного танца «Дженги». Первый концерт ансамбля состоялся в 2013 году на Baku Jazz Festival, а первое зарубежное выступление прошло 14 мая 2014 года в Париже (Франция). Ансамбль успешно выступал в Норвегии, Турции, Франции, Австрии, Германии, Казахстане, России, Грузии и ОАЭ.

## Награды
- Лауреат фестиваля «Товарищ Песня!» (Москва, Россия, 1988)
- Заслуженный артист Азербайджана (2007)
- Народный артист Азербайджана (2018)[1]
- Удостоен премии Президента Азербайджана — 9 мая 2018 года,[4] 10 мая 2019 года,[5] 7 мая 2020 года[6] и 7 мая 2021 года.[7]

## Концерты
- Bakı International Jazz Festival
- Montreux Jazz Festival
- Morgenland Festival Osnabrück

### Совместные выступления
- Сами Юсуф

## Дискография
- Альбом с 10 песнями и музыкой

### Выступления в фильмах
- «Manana — Sevgilərin Qanadında»
- «Brilliant Dadaşova — Səninləyəm»
- «Brilliant Dadaşova — Azərbaycan»
- «Samira Allahverdi — Sən»